# Werner Persy

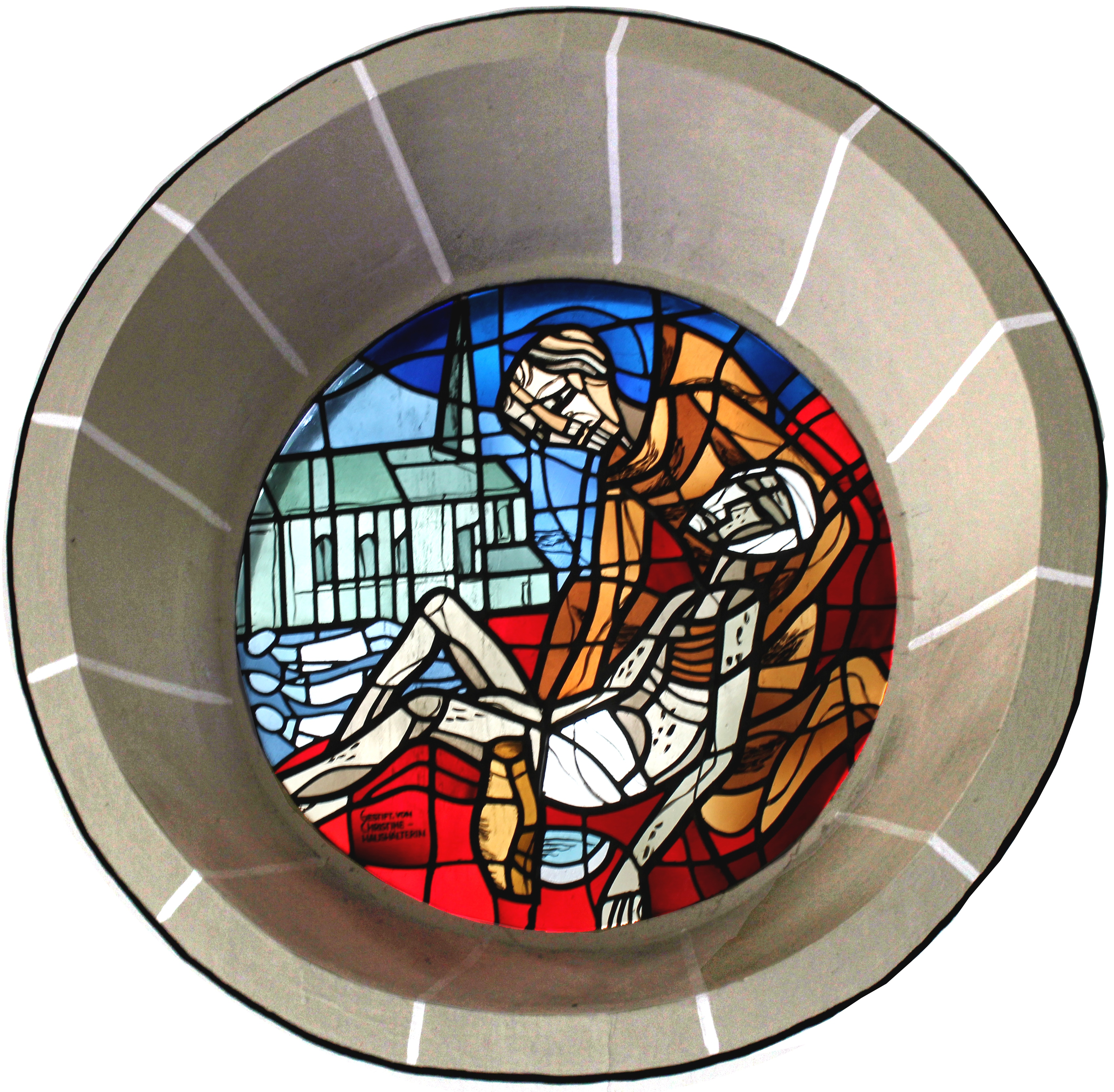
Buntglasfenster von Werner Persy in der Kapelle Am Guten Mann in Mülheim-Kärlich: Ein Eremit pflegt einen Kranken …

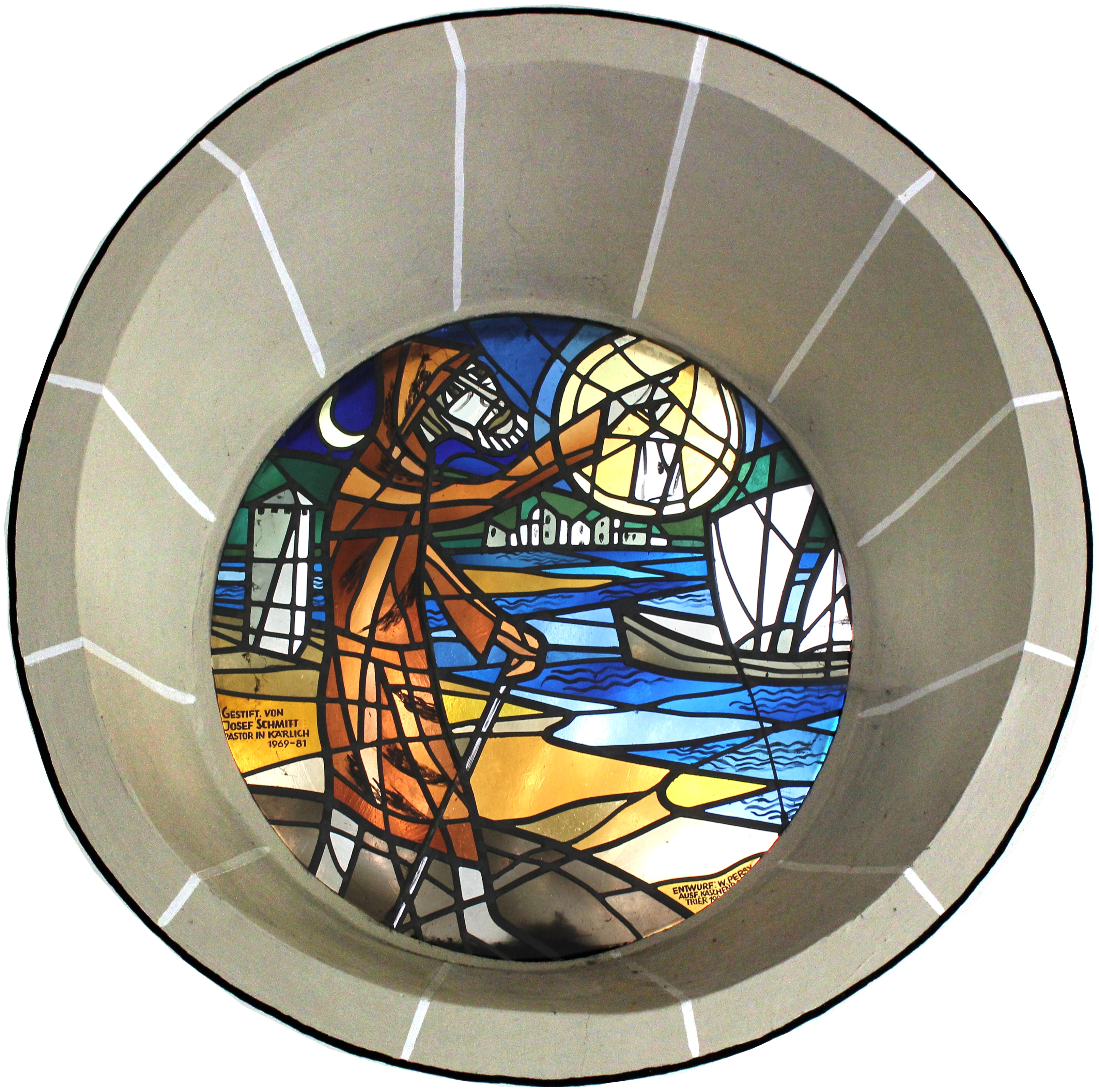
… und warnt nachts die Schiffer auf dem Rhein.

Werner Persy (* 10. März 1924 in Trier; † 21. April 2017) war ein deutscher Maler und Grafiker. Er lebte und arbeitete in Trier. Im Jahr 2000 erhielt Werner Persy von seiner Heimatstadt Trier den Ramboux-Preis für sein Lebenswerk.
2024 wurde im Stadtteil Trier-Euren eine Straße nach ihm benannt.

## Leben
Werner Persy wurde nach dem Abitur 1942 im selben Jahr zum Militärdienst bei der Luftwaffe eingezogen. 1945 bis 1951 absolvierte er ein Studium an der Staatlichen Kunstakademie Düsseldorf bei Wilhelm Schmurr und Otto Pankok.
Mehrere Studienaufenthalte führten ihn unter anderem nach Frankreich, Spanien, Italien, Israel, Griechenland, Hawaii und auf die Lofoten.
Persy ist Gründungsmitglied der Gesellschaft für Bildende Kunst Trier e. V. und des Kunstvereins Limes.
Seine Grafiken und Gemälde sind im Besitz von öffentlichen und privaten Sammlungen im In- und Ausland, u. a. Kultusministerium Rheinland-Pfalz, Pfalzgalerie Kaiserslautern, Kunstsammlung Göppingen, Staats- und Universitätsbibliothek Hamburg, Stadtbibliothek Trier, Jüdische Gemeinde Trier.
Er führte größere Arbeiten an verschiedenen kirchlichen und öffentlichen Einrichtungen im In- und Ausland, u. a. in Rom, Venedig, Berlin, Saarbrücken (etwa die vierzehn Kreuzwegstationen auf der Wand des linken Seitenschiffes der Kirche St. Josef als Sgraffito), Mainz, Trier, Saarburg, Prüm, Dinslaken, Bonn, München, Ottobrunn, Boppard, Mülheim-Kärlich, in der Schweiz und in den USA aus.

## Ausstellungen
Neben zahlreichen Einzelausstellungen in Trier, Saarbrücken, Mainz, München, Osnabrück, Bremen, Berlin, Oberhausen, Paderborn, Gladbeck, Jerusalem, Salzburg, Luxemburg, Gießen und Pirna nahm er an Gemeinschaftsausstellungen in Moskau und Podolsk (Russland), Bad Blankenburg und Daun teil.
- 1976: Artists House, Jerusalem
- 1978: Grafikpreis der Stadt Kirn
- 1994: Parallelausstellung Palais Walderdorff/Synagoge Schweich
- 2000: Ramboux-Preis der Stadt Trier
- 2005: BBK-Kunstpreis Rheinland-Pfalz
- 2009: Galerie Palais Walderdorff, Trier
- 2009: Otto-Pankok-Museum, Bad Bentheim-Gildehaus
- 2011: Synagoge Schweich
- 2012: Kulturzentrum Niederprümer Hof, Schweich
- 2013: Städtische Galerie Kloster Karthaus, Konz